# Scott Trager
Scott Charles Trager (° 1969) is een Amerikaans sterrenkundige.

## Levensloop
Trager promoveerde in 1997 aan de Universiteit van Californië - Santa Cruz, onder begeleiding van Sandra Faber. De titel van zijn proefschrift was The stellar population histories of elliptical galaxies. Vervolgens deed hij twee postdocs aan de Observatories of the Carnegie Institution of Washington in Pasadena, Californië (waarvan de laatste als Hubble-fellow). In 2002 kwam hij naar Nederland als universitair docent aan het Kapteyn Instituut van de Rijksuniversiteit Groningen. In 2007 werd hij daar universitair hoofddocent en in 2015 hoogleraar. Van 2016 tot 2020 was hij directeur van het Kapteyn Instituut. Sinds 2023 is hij wetenschappelijk direkteur van NOVA.
Trager onderzoekt de vorming en de evolutie van massieve sterrenstelsels. Hij is hoofdonderzoeker en projectwetenschapper voor WEAVE op de William Herschel-telescoop.